# Billy Gibbons
Billy Gibbons (Houston, 16 december 1949) is een Amerikaanse zanger en acteur.
Bekendheid verwierf hij als de leadgitarist van ZZ Top. Hij speelt daarbij op zijn Gretsch Jupiter Thunderbird of zijn Gibson Les Paul. Hij speelt soms ook op andere gitaren, zoals de Gibson Flying V, Gibson SG, Fender Jazzmaster of de Fender Esquire en sinds 2015 de Trapezoid van de Duitse fabrikant Helliver uit Münster.
Gibbons begon op zijn dertiende met gitaarspelen, nadat hij voor zijn verjaardag een Gibson Melodymaker met versterker had gekregen. Hij schreef met de Queens of the Stone Age het nummer Burn the Witch, dat op het album Lullabies to Paralyze verscheen.
Gibbons speelt mee in enkele afleveringen van de televisieserie Bones.
In oktober 2015 bracht Gibbons zijn eerste soloalbum uit, getiteld Perfectamundo.
- Bibliothèque nationale de France: cb155893905 (data)
- Gemeinsame Normdatei: 132960699
- International Standard Name Identifier: 0000 0000 7849 7118
- Library of Congress Control Number: no2004081929
- MusicBrainz: f2c2f494-c2c3-42f9-85a8-576da85f9b90
- Nationale Bibliotheek van Tsjechië: ola2002151805
- Nederlandse Thesaurus van Auteursnamen: 069982163
- Système universitaire de documentation: 157648036
- Virtual International Authority File: 55322652
- WorldCat: E39PBJtRHR8pXhjhy7HKDmDXh3